# Zemská silnice B62
Zemská silnice Deutschkreutzer Straße B62 se nachází ve spolkové zemi Burgenland v Rakousku. Začíná výjezdem z rychlostní silnice Burgenland Schnellstraße S31 na křižovatce (sjezdu) Weppersdorf/Markt St.Martin. Prochází po jižním okraji pohoří Ödenburger Gebirges ke státní hranici s Maďarskem u městyse Deutschkreutz. Lze ji označit za důležité propojení ve směru na Sopron a Győr v Maďarsku. Silnice probíhá téměř souběžně se železniční tratí Burgenlandbahn. Celková délka silnice je zhruba 20 km.

## Popis
| km   | Místo               | Popis                                                                    | m n. m. |
| ---- | ------------------- | ------------------------------------------------------------------------ | ------- |
| 0    | Schnellstraße S 31  | Začátek B62 na výjezdu z S31 na křižovatce Weppersdorf / Markt St.Martin | 305     |
| 1,1  |                     | Odbočka na Burgenland Straße B50                                         | 295     |
| 1,3  |                     | most přes Burgenland Straße B50                                          | 295     |
| 5,0  | Lackenbach          | při jižním okraji obce nadjezd přes železniční trať Burgenlandbahn       | 298     |
| 6,3  |                     | nadjezd přes železniční trať Burgenlandbahn                              | 295     |
| 7,7  | Lackendorf          | průjezd obcí                                                             | 275     |
| 9,6  |                     | úrovňový železniční přejezd trati Burgenlandbahn                         | 259     |
| 11,3 | Horitschon          | průjezd městysem                                                         | 242     |
| 12,1 | Horitschon          | úrovňový železniční přejezd trati Burgenlandbahn                         | 240     |
| 14   | Unterpetersdorf     | průjezd obcí                                                             | 200     |
| 15,3 |                     | nadjezd přes železniční trať Burgenlandbahn                              | 195     |
| 17,4 | Deutschkreutz       | průjezd městysem                                                         | 183     |
| 19,0 | Deutschkreutz       | koupaliště                                                               | 175     |
| 20,5 | hranice s Maďarskem | konec B62, v Maďarsku navazuje silnice č. 861 - hraniční přechod         | 187     |

Poznámka: v tabulce uvedené kilometry a nadmořské výšky jsou přibližné.